# GAZ-AA
GAZ-AA a fost un camion produs de GAZ între 1931 și 1939. Au fost vândute aproximativ 1 milion de unități ale camionului și a fost foarte popular, deoarece era disponibil publicului, deoarece majoritatea camioanelor din Uniunea Sovietică erau utilizate de către militari. Camionul a împărțit majoritatea pieselor sale cu camionul Ford Model AA care a încetat să mai fie produs în 1932.

## Istoric
NAZ a încheiat un acord cu Ford Motor Company pentru a-și produce vehiculele în Rusia sub numele modelelor NAZ-A și NAZ-AA, dar în 1931 compania NAZ a fost cumpărată de GAZ, care a redenumit aceste modele în GAZ-A și GAZ-AA. Camionul a fost lansat în 1931 și era destul de ieftin, accesibil și de încredere și era disponibil publicului. Aceste caracteristici au fost foarte populare în rândul publicului și în 1931 au fost vândute aproximativ 100.000 de unități.
În 1935, aproximativ 500.000 de unități au fost vândute Uniunii Sovietice și Europei de Est, iar camionul era o vedere obișnuită pe drumuri. Datorită numărului mare de camioane vândute, GAZ a decis să pună la dispoziția oamenilor săraci o versiune mai accesibilă, numită GAZ-MM. Primul prototip a fost prezentat în 1938 la un festival de la Moscova, iar publicului i-a plăcut, așa că în 1939 GAZ a întrerupt GAZ-AA și a lansat noul camion GAZ-MM.